# Agrilus auricollis
Agrilus auricollis är en skalbaggsart som beskrevs av Ernst Hellmuth von Kiesenwetter 1857. Agrilus auricollis ingår i släktet Agrilus, och familjen praktbaggar. Arten har ej påträffats i Sverige.